# Pieter Boddaert
Pieter Boddaert (Middelburg, 26 maggio 1730 – Utrecht, 6 maggio 1795) è stato un fisico e naturalista olandese.

## Biografia
Boddaert si laureò in storia naturale all'università di Utrecht. Nel 1783 pubblicò cinquanta copie del Planches enluminees di Edmé-Louis Daubenton, assegnando nomi scientifici alle piante. Molte di queste ebbero grazie a lui la prima denominazione scientifica, che viene ancora in larga parte utilizzata ancora oggi.
Nel 1785 pubblicò l'Elenchus Animalium, che comprende i primi nomi binomiali di un certo numero di mammiferi, tra cui il quagga e il tarpan.
| Boddaert è l'abbreviazione standard utilizzata per le specie animali descritte da Pieter Boddaert. Categoria:Taxa classificati da Pieter Boddaert |